# Mario Caruso (1957)
Mario Caruso (Taranto, 12 novembre 1957) è un ammiraglio italiano.

## Biografia
Dopo il conseguimento della maturità è entrato in Accademia navale nell'ottobre del 1976 per seguire il corso normale per ufficiali di stato maggiore. Nell’estate del 1980, dopo aver conseguito l’abilitazione all’imbarco sui sommergibili, ha iniziato un lungo periodo d’imbarco che gli ha consentito di svolgere tutti gli incarichi previsti per un ufficiale di stato maggiore e che si è concluso con il comando, in successione, di 3 unità subacquee.
In particolare, nel primo periodo di imbarco sui sommergibili, ha svolto le funzioni di addetto IOC/TLC/CN-ME/CIFRA, prima del sommergibile Sauro e poi del sommergibile Da Vinci. Conseguita la specializzazione da sommergibilista, dal 1984 al 1986 si è disimpegnato quale capo servizio AS/T del sommergibile Di Cossato per poi assumere il delicato incarico di ufficiale in seconda del sommergibile Dandolo dal 1986 al 1987 del quale è quindi divenuto comandante mantenendo l’incarico fino al 1988.
Dal 1988 al 1990 è stato comandante in seconda del sommergibile Di Cossato. Nel 1990 ha assunto il comando del sommergibile Pelosi e nel 1991 quello del sommergibile Da Vinci. Terminato il periodo di imbarco sui sommergibili, dal 1993 al 1996 ha svolto l’incarico di addetto navale aggiunto presso l’Ambasciata d'Italia a Buenos Aires per poi rientrare nella componente specialistica delle forze subacquee della marina mantenendo il comando del 1º Gruppo Sommergibili (COMGRUPSOM UNO) prima, e del Gruppo Sommergibili (COMGRUPSOM) poi, fino al 1998.
Dal 1998 al 2003 ha comandato la Scuola sommergibili della Marina Militare (MARISCUOLASOM), per assumere quindi il Comando Forze Subacquee (COMFORSUB) dal 25 agosto 2003 al 26 agosto 2004.
Trasferito allo SMM a Roma, ha diretto il 2º Ufficio Normativa/Personale del 5º Reparto Sommergibili fino al 2006 per poi assumere, in area interforze, la vice direzione dell’Istituto superiore di stato maggiore interforze. Dal 21 settembre 2007 al 5 ottobre 2008 ha ricoperto l’incarico di comandante delle forze da pattugliamento per la sorveglianza e la Difesa Costiera (COMFORPAT) con sede ad Augusta. Rientrato presso lo Stato maggiore a Roma, per i successivi tre anni ha mantenuto l’incarico di capo del 2º Reparto (Impiego Ufficiali) dell’Ufficio Generale del Personale (UGP) della Marina Militare.
Dal 27 settembre 2011 ha assunto l’incarico di comandante del COMSUBIN, lasciandolo nel 2013.
Durante la carriera ha frequentato i seguenti corsi:
- 1980: corso di abilitazione in Radio/Comunicazioni ed Informazioni Operative di Combattimento (RC/Ioc)
- 1984: corso di specializzazione per Ufficiali Sommergibilisti
- 1996: 2º Corso di Superiore di Stato Maggiore Interforze (ISSMI)
- 1999: 7º Corso di qualificazione del personale delle FF.AA. per l’applicazione dei diritti umani nei conflitti armati

## Onorificenze
- Nastrino di merito per il servizio prestato presso lo SMM
- Commendatore al merito navale della Repubblica Argentina
- Distintivo di appartenenza a COMSUBIN
- Distintivo d'onore per personale sommergibilista